# تشانديري
تشانديري هي مدينة صغيرة لكنها تاريخيَّة تقع في منطقة أشوك نجر في مدهيا برديش.
تقع هذه المدينة على حدود مالوا وبوندلكهاند على بعد 127 كم من شيفبوري، و37 كم من لاليتبور وعلى مسافة حوالي 45 كم من إساجارة.
يقع تل تشانديري بالقرب من نهر بيتوا، هي مدينة هادئة محاطة بالبحيرات والغابات، يأتي الناس إلى ذلك المكان لإمضاء وقت السَّكينة.
يُمكنك رؤية المباني التي بناها كانجار راجبوت وسلاطين مالوا هنا.
هذه القرية التَّاريخية نجر وُجدت أيضاً في ماهابهاراتا. في القرن الحادي عشر، كانت مركزاً عسكريّاً مهماً وكانت طرق التِّجارة الرَّئيسية من خلالها.
إنَّ بونديلا معروفة اليوم بصناعة السَّاري يدوياً على طراز بوندلكهاندي. معابد جاين القديمة معروفة فيها، في 2011 بلغ عدد السكان 33:081.
غزى السُّلطان محمود خلجي رانا سانغا من تشانديري، شيتورغاره، وفاز بها. حوالي عام 1527، أسَّس راجبوت سردار يدعى ميديني راي كانجار سلطته في تشانديري.

## التَّاريخ
حتَّى ذلك الوقت سيطر الحاكم المغولي بابر على كل المناطق ما عدا أوده. مجدداً فاز رودرا براتاب ديف وقام بتأسيس حكم بونديلا وضمَّه في ولاية بوندلخاند.
في 1857 قام ماردانسينج جوديف بهادور ملك بونديلا بحرب ضدَّ البريطانيين.

## الجغرافيا
تقع تشانديري على حوالي '43°24 شرقاً '08°78 شمالاً / °24.72 شمالاً °78.13 شرقاً.
متوسِّط ارتفاعها 456 متراً (1496 قدماً).

## تسليط الضَّوء

### قلعة تشانديري
هذه القلعة مركز الجذب في تشانديري. بناه ملوك كانجار، هو مثال على هندستهم المعماريَّة.
يسمَّى باب القلعة خوني دروزة. تمَّ بناء هذه القلعة على قمَّة تل، ترتفع قمَّة التَّل عن نجر 71 متراً، تبعد 38 كم عن موغافالي.

### قصر الكشك
هذا القصر قام بصنعه محمود خلجي مالوا في 1445 م. ينقسم هذا القصر إلى أربعة أقسام متساوية.
يُروى أنَّ السُّلطان أراد تشييد هذا القصر من سبع أقسام، لكن لم يستطع بناء سوى ثلاثة أقسام. في كل جزء من القصر توجد الشُّرفات وصفوف النَّوافذ وعلى السَّقف يوجد المنحوتات الرَّائعة.
بُني مسبح جميل من صناعة ملوك بونديلا راجبوت، تمَّ بناء معبد واحد بالقرب من المسبح.
يمكن رؤية ثلاثة آثار لملوك الراجبوت أيضاً هنا.
يقع هذا المسبح على مسافة يبعد حوالي نصف ميل إلى الشَّمال الغربي من تشانديري نجر.

### إسجارة
يوجد العديد من المعابد الجميلة المبنيَّة في قرية إسجارة تحسيل كادوايا، تبعد حوالي 45 كم عن تشانديري، تمَّ صنع هذه المعابد على نمط كاتشاباغاهاتا في القرن العاشر. إنَّ الحرم المقدس، أنتارالا، وماندابا هي الجذب الرَّئيسي للمعبد.
يوجد هنا أيضاً تشاندال ماث الذي هو معبد شهير وقديم، يمكن أيضاً رؤية دير بوذي مدمَّر في القرية.

### تشانديري القديمة
تُعرف تشانديري باسم المدينة القديمة، معابد جاين التي بنيت في القرنين التَّاسع والعاشر هي مناطق الجذب يأتي في كل عام عدد كبير من أتباع اليانيَّة لرؤيتهم.

### يوم تحرير الأميرة
هذا التِّمثال تذكاري للأميرات غير المعروفين. تمَّ تزيين الديكورات الدَّاخلية للتمثال بزخرفة رائعة، تأثَّر التِّمثال بالهندسة.

### مسجد جامع
المسجد الجامع الذي بُني في تشانديري في ولاية مدهيا برديش واحد من أكبر المساجد. القبَّة المرتفعة، والمعرض الطَّويل للمسجد جميلان للغاية.

### قلعة دوجارة
تقع دوجارة على مسافة 25 كم جنوب شرق تشانديري.
في القرنين التَّاسع والعاشر بُنيت مجموعة من المعابد الجاينيَّة داخل الحصن بحيث يمكن رؤية بعض المنحونات القديمة.
تمَّ صنع معبد فيشنو داشافاتارا بالقرب من القلعة في القرن الخامس، والمعروف بمنحوتاته الجميلة وأعمدته المنحوتة.

## حركة المرور

### قناة هوائيَّة-
جواليور هو أقرب مطار إلى تشانديري، حيث يقع على مسافة حوالي 227 كم.
يتم ترتيب الباصات وسيَّارات الأجرة من هنا للوصول إلى تشانديري.

### قضبان السِّكك الحديديَّة-
أشوك نجر ولاليتبور هما أقرب محطات سكك حديديَّة. من هنا يوجد حافلات تعمل على فترات منتظمة إلى تشانديري.

### الطَّريق-
يمكن الوصول إلى تشانديري من معظم أجزاء الولاية عن طريق البر. تتوفَّر حافلات منتظمة من مدن مثل جانسي، قاليور، تيكم جر إلخ. إلى تشانديري.

## روابط خارجية
- ليست تاريخية فحسب، بل هي أيضًا مدينة فيديك، تشانديري (برابهاساكشي)
- تاريخ تشانديري في بوندلكاند دارشان
- شري ديغامبر جين أتيشايا كشيترا تشوبيسي بارا ماندير، تشانديري
- شري ديغامبر جاين أتيشايا كشيترا خاندارجيري
- شري ديغامبر جاين أتيشايا كشيترا ثوفونجي
- هانتر، وليم ويلسون، وجيمس ساذرلاند كوتون، وريتشارد بيرن، وويليام ستيفنسون ماير، محرران. (1909). المعجم الإمبراطوري للهند، المجلد. 9. أكسفورد، مطبعة كلارندون.